# Carlos D'Alessio
Carlos D'Alessio (Buenos Aires, 23 de julho de 1935 — Paris, 14 de junho de 1992) foi um compositor franco-argentino de origem italiana. Compôs diversas trilhas sonoras para filmes, entre as mais célebres estão a de India Song (1975), de Marguerite Duras e Delicatessen (1991).